# Folies Bergère (Brussel)
De Folies Bergère is de naam van het grootste muziektheater in Brussel. Ze opende met haar 1500 plaatsen de deuren in 1886, maar floreerde vooral in de jaren vijftig en zestig van de twintigste eeuw. Er werd vaudeville, cabaret, variété, revue, theater, en dans gebracht.